# Georgette Ciselet
Georgette Hélène Marie Ciselet, née le 21 août 1900 dans la ville d’Anvers et morte le 31 août 1983 à Braine-l'Alleud, est une femme politique belge libérale. Elle est associée à « la lutte féministe pour l’égalité professionnelle et intellectuelle».

## Biographie

### Jeunesse et formation
Georgette Ciselet est née 21 août 1900 à Anvers. Elle est la cadette d’une fratrie de quatre enfants d'une famille bourgeoise industrielle. Ses parents sont Joseph Ciselet et Louise Wetzel.
Elle suit d’abord un enseignement à domicile. Par la suite, elle vient à Bruxelles où elle a comme préceptrices deux étudiantes de l’Université libre de Bruxelles qui lui dispensent quelques heures de cours par semaine. Elle entre à l’université en 1919 où elle suit d'abord deux années de philosophie et lettres et se réoriente ensuite vers le droit.
En février 1919, elle rencontre l’épouse de Paul Hymans avec qui elle cofonde la Maison des Étudiantes.
Après avoir passé le jury central, elle décroche, avec grande distinction, son doctorat en droit de l’ULB, le 16 juillet 1923. Elle réalise son stage auprès de Maître Louis Braffort, de 1923 à 1926. Début octobre 1926, elle s’inscrit à l’ordre des avocats.
En 1928, elle réalise deux stages « dans des firmes londoniennes de sollicitors », l’un chez MM. Burn et Berridge, et l’autre chez MM. Baker et Baker.
En 1929, elle épouse l'avocat et écrivain Henry Soumagne, qui décèdera le 26 juillet 1951 des suites d’un accident.
Georgette Ciselet décède des suites d’une opération le 31 août 1983 à l’hôpital Braine-l'Alleud. Son corps repose au cimetière de Baisy-Thy,.

### Carrière professionnelle
Sa carrière professionnelle tourne autour de 3 points centraux : sa carrière juridique, sa lutte féministe et sa carrière politique.

#### L'avocate
La loi du 7 avril 1922 permet aux femmes munies d'un doctorat en droit d’accéder à la profession d'avocat, Georgette Ciselet prête donc serment le 1er octobre 1923. C'est la quatrième femme à prêter ce serment. Elle est affilée au parti libéral depuis 1925. Elle rejoint la Fédération des femmes universitaires. Le 21 octobre 1926, elle s’inscrit auprès de la Cour d’appel de Bruxelleset y exerce jusqu’en 1963 en tant qu’avocate honoraire. Elle est, avec Marcelle Renson, Marlise Henrion et Elisa Dumont, elles sont les seules avocates du Barreau de Bruxelles durant près de dix ans.
En 1940, elle fait partie du comité de rédaction du Journal des tribunaux.

#### Carrière politique
Georgette Ciselet adhère au Parti libéral dès 1925.
Elle est, de 1945 à 1963, présidente de la Fédération Nationale des Femmes Libérales. Après la création du Parti de la Liberté et du Progrès, Georgette Ciselet préside la transformation de la Fédération des femmes libérales en Fédération Nationale des Femmes du Parti de la Liberté et du Progrès, le 28 avril 1962.
Par cooptation, Georgette Ciselet devient la première femme à faire partie des membres du Sénat en 1946. De 1946 à 1961, elle est secrétaire de la Commission sénatoriale de la Justice. En avril 1954, candidate dans l’arrondissement de Bruxelles, elle obtient un total de 4.131 électeurs et électrices, et siège à nouveau au Sénat mais cette fois-ci en tant qu’élue directe. Elle exerce la fonction de secrétaire du Sénat entre 1953 et 1954. Elle prend la présidence du groupe libéral en 1954. Entre 1958 et 1961, elle est à nouveau cooptée.
Au Sénat, elle est à l’initiative de nombreuses propositions de loi relatives aux droits et devoirs des époux, à l’accès des femmes à la magistrature (loi adoptée le 21 février 1948) et puis au notariat (loi adoptée le 1er mars 1950). En décembre 1947, Georgette Ciselet est nommée vice-présidente du groupe de travail « Régimes et statuts matrimoniaux », constitué par le ministre de la justice Monsieur Struye et qui traite des modifications des obligations et devoirs des époux.
Elle s'implique dans les modifications du contrat de mariage afin d'« instituer comme  régime matrimonial légal, le régime des biens matrimoniaux » ( 17 décembre 1947), au sort des enfants adultérins (loi du 10 février 1958) et au délai de viduité imposé aux femmes en cas de remariage (loi du 30 juin 1960).
En octobre 1950, elle est membre du Comité de Patronage de la Souscription Nationale d’Hommage au Prince Charles, de Belgique, ancien régent du royaume.
De 1954 à 1961, elle est d’abord secrétaire des travaux de la Commission de la santé publique et de la famille, et en devient par la suite la présidente. Elle siège également en tant que membre à la Commission du travail et de la prévoyance sociale.»
Elle est vice-présidente du Conseil supérieur de la famille let présidente de sa commission juridique.
Sa carrière politique prend fin en 1961, puisqu’elle n’est ni réélue ni cooptée. Cependant, elle garde tout de même la vice-présidence de l’Institut d’Étude économique et sociale des classes moyennes.
Elle exerce dès lors son métier d’avocate. Elle est nommée conseiller d’État en septembre 1963 par le roi, c'est la première fois qu’une femme occupe cette fonction. Elle reste en fonction jusqu’en 1972, date de sa retraite.

### Engagements politiques
Son idéologie politique se rapproche d’un féminisme laïque. Motivée par des convictions féministes, elle fonde, avec Louise De Craene-Van Duuren le Groupement belge pour l’affranchissement de la femme et l'Open Door International.
En 1931, elle devient rédactrice, secrétaire et administratrice de la revue du groupe Égalité  qui milite contre les mesures gouvernementales limitant le droit de travail des femmes et pour le suffrage intégral des femmes.
Egalité disparaît après la guerre et Georgette Ciselet rejoint alors le Conseil national des femmes belges (CNFB). C'est à son initiative que ce dernier institue une commission, "Formation civique et politique", dans le but d’étudier les meilleurs moyens «d’intéresser les femmes belges à leurs droits et devoirs de citoyennes et comment les faire participer davantage à la vie civique et politique du pays». Elle sera par la suite Présidente de la commission politique du Conseil.
Elle rejoint la Commission du travail féminin[précision nécessaire] afin d’étudier le traitement des femmes dans les activités commerciales et industrielles en 1935.
Elle occupe un siège au Bureau de la Fédération nationale des femmes libérales et en préside la commission juridique. Après la Seconde Guerre mondiale, elle prend la présidence de la fédération. Dans ce cadre, elle émet des réserves au retour du roi Léopold III et soutient Baudouin pour qu’il prenne le pouvoir et s’installe sur le trône de Belgique.
Elle fonde, en 1937, le mouvement libéral Solidarité avec Suzanne Lippens-Orban et en devient la conseillère juridique,. Georgette Ciselet est également une membre active de « La Porte Ouverte », mouvement féministe qui défend l’égalité complète des femmes et des hommes. Elle est également membre de la Croix bleue de Belgique et fondatrice du Service Social Inter-Sana comme de la Ligue Esthétique Belge.

### Œuvre
Georgette Ciselet a écrit la chronique, « La femme de nulle part et d’ailleurs » pour l’hebdomadaire pluraliste bruxellois, le Rouge et noir.
En 1930, elle publie l’ouvrage « La femme, ses droits, ses devoirs et ses revendications. Esquisse de la situation de la femme en Belgique et à l’étranger » dont l'objectif est de faire prendre conscience aux femmes de leurs droits et leurs devoirs politiques et juridiques. En 1932, elle commente, dans un ouvrage, la loi du 20 juillet 1932, en montrant la contradiction entre la mission que le législateur s’est fixé de rendre la femme plus autonome et les lois qui persistent à la soumettre à l’autorité de son mari. Elle est présidente de la commission d’étude concernant cette proposition de loi.
Elle est également co-directrice de l’ouvrage Les novelles : corpus juris belgici : droits intellectuels avec Léon Hennebicq et  J. Wathelet.
Georgette Ciselet a écrit des verbos dont un au sujet des « Contrats de mariage », publié dans les « Pandectes » en 1935 et un autre sur le « Mariage », publié dans les « Novelles » en 1938. Elle demeure membre du comité de direction scientifique des Novelles de 1931 jusqu’à sa mort.
Elle rédige également un article pour la Revue du travail au sujet des positions du Groupement belge de la Porte Ouverte (GBPO) à l’égard du travail féminin.

### Plan international
En 1946, Georgette Ciselet est membre de l’Union des femmes coloniales et du Conseil international des femmes. Elle participe à la délégation belge auprès du Conseil économique et social des Nations unies (ECOSOC) en 1952-1953. Elle surveille de près les travaux relatifs à l’élaboration des conventions sur la nationalité de la femme mariée, sur le mariage et sur les droits politiques de la femme, le à quoi correspond cette date ?[précision nécessaire] 31 mars 1953. Elle se rend à l’étranger pour différentes missions : tout d’abord, en Chine, en 1954, et ensuite en Mongolie. Durant l’été de 1956, elle arpente le Congo belge. Après ce voyage, elle dénonce la situation désastreuse des femmes africaines. En décembre 1960, elle se joint au congrès traitant de l’émancipation de la femme africaine organisé par les Nations unies à Addis-Abeba.
Georgette Ciselet prend part à la délégation belge, à l’assemblée générale des Nations-Unies, entre 1954 et 1959. Elle préside en 1955 la sixième conférence des Nations unies sur la coopération technique. Elle est envoyée comme déléguée, par la Belgique, à la Commission des Nations unies sur la condition de la femme, en 1956 et en 1957.
Georgette Ciselet préside la troisième commission (sociale) de l’assemblée générale des Nations-Unies, qui adopte la Déclaration des droits de l'enfant. En 1961, elle est choisie pour faire partie de la délégation belge au Dixième Congrès de l’Internationale libérale. Dans les années 1950, elle est membre de la délégation belge au Comité international pour les intellectuels réfugiés.

### Distinctions honorifiques
Georgette Ciselet a reçu différents titres honorifiques. Tout d’abord, elle est nommée présidente d’honneur du Groupement belge de la porte ouverte, en 1948. Elle est élevée, en 1954, au rang de chevalier; puis, en 1961, à celui d’officier de l’Ordre de Léopold.